# Selenidera gouldii
Selenidera gouldii е вид птица от семейство Туканови (Ramphastidae).

## Разпространение
Видът е разпространен в Боливия и Бразилия.